# Chitrellina chiricahuae
Genre
Espèce
Chitrellina chiricahuae, unique représentant du genre Chitrellina, est une espèce de pseudoscorpions de la famille des Syarinidae.

## Distribution
Cette espèce est endémique d'Arizona aux États-Unis. Elle se rencontre dans les monts Chiricahua dans la grotte Sphinx Cave.

## Étymologie
Son nom d'espèce lui a été donné en référence au lieu de sa découverte, les monts Chiricahua.

## Publication originale
- Muchmore, 1996 : A remarkable new genus and species of Pseudoscorpionida (Syarinidae) from a cave in Arizona. Southwestern Naturalist, vol. 41, p. 145-148.